# Ministre sense cartera
Un ministre sense cartera és un ministre del govern sense responsabilitats específiques. És un terme encunyat entre mitjans del segle xix i principis del xx.
Pot ser una posició particularment comú en els països governats per una coalició de governs i un gabinet amb autoritat per prendre decisions on un ministre sense cartera, tot i no dirigir una oficina o ministeri, té el dret a emetre el seu vot en les decisions del gabinet. En alguns països on el Poder Executiu no es compon d'una coalició de partits i, més sovint, als països amb els purament sistemes presidencialistes de govern, com els Estats Units, la posició (o un lloc equivalent) de ministre sense cartera, és poc comú.
El seu vot a les decisions del Consell de Ministres tenen igual valor que la d'un Ministre amb àrea específica de Govern.
En alguns països, el nombre de Ministres sense cartera està limitat per llei, com a mesura per evitar nomenaments de favor.